# Esteban Boutelou y Soldevilla
Esteban Boutelou y Soldevilla (1823-1883), fue un profesor, agrónomo y botánico español, hijo del también botánico Claudio Boutelou.

## Biografía
Habría nacido el 8 de agosto de 1823 en Sevilla. Mediante una pensión real estudió agricultura y horticultura en Francia e Inglaterra. En 1843 ingresó en el Jardín Botánico de Madrid donde investigó y ejerció docencia, llegando a ser su director. Contribuyó a verificar el Examen de las encinas y demás árboles de la península que producen bellotas, con la designación de los que se llaman Mestos (1854). Fue hijo de Claudio Boutelou y Agraz y sobrino de Esteban Boutelou y Agraz.

## Obra
- Tratado de la Huerta. Madrid, 1801
- Tratado de las Flores. Madrid, 1804
- Descripción y nombres de las diferentes especies de uvas que hay en los viñedos de Ocaña. 1805. Semanario de Agricultura y en los Anales de Ciencias naturales de Madrid
- Especies y variedades de Pinos que se crían en la Sierra de Cuenca. 1806. Semanario de Agricultura y en los Anales de Ciencias naturales de Madrid
- Sobre las variedades de Trigos, Cebadas y Centenos, cuyo cultivo te ha ensayado en Aranjuez. 1807. Semanario de Agricultura y en los Anales de Ciencias naturales de Madrid